# King of Anything
"King of Anything" é uma canção composta e gravada pela cantora norte-americana Sara Bareilles, para seu álbum Kaleidoscope Heart. Foi produzida por Neal Avron e lançada em 10 de maio de 2010 nas rádios como o primeiro single do álbum. Em 22 de junho de 2010, foi disponibilizada para download digital. Seu videoclipe foi liberado em 29 de junho do mesmo ano.

## Precedentes
Sobre o motivo de ter composto "King of Anything", a cantora disse: "Eu recebi tantos conselhos dispensáveis na minha vida que nem consigo mencionar todos, e este é o meu jeito de lidar com isso. Foi revitalizador transformar essa frustração em música, especialmente em uma canção que não é agressiva".

## Paradas musicais
| Parada (2010)     | Melhor posição |
| ----------------- | -------------- |
| Billboard Hot 100 | 32             |
| Canadian Hot 100  | 94             |